# Pobellá

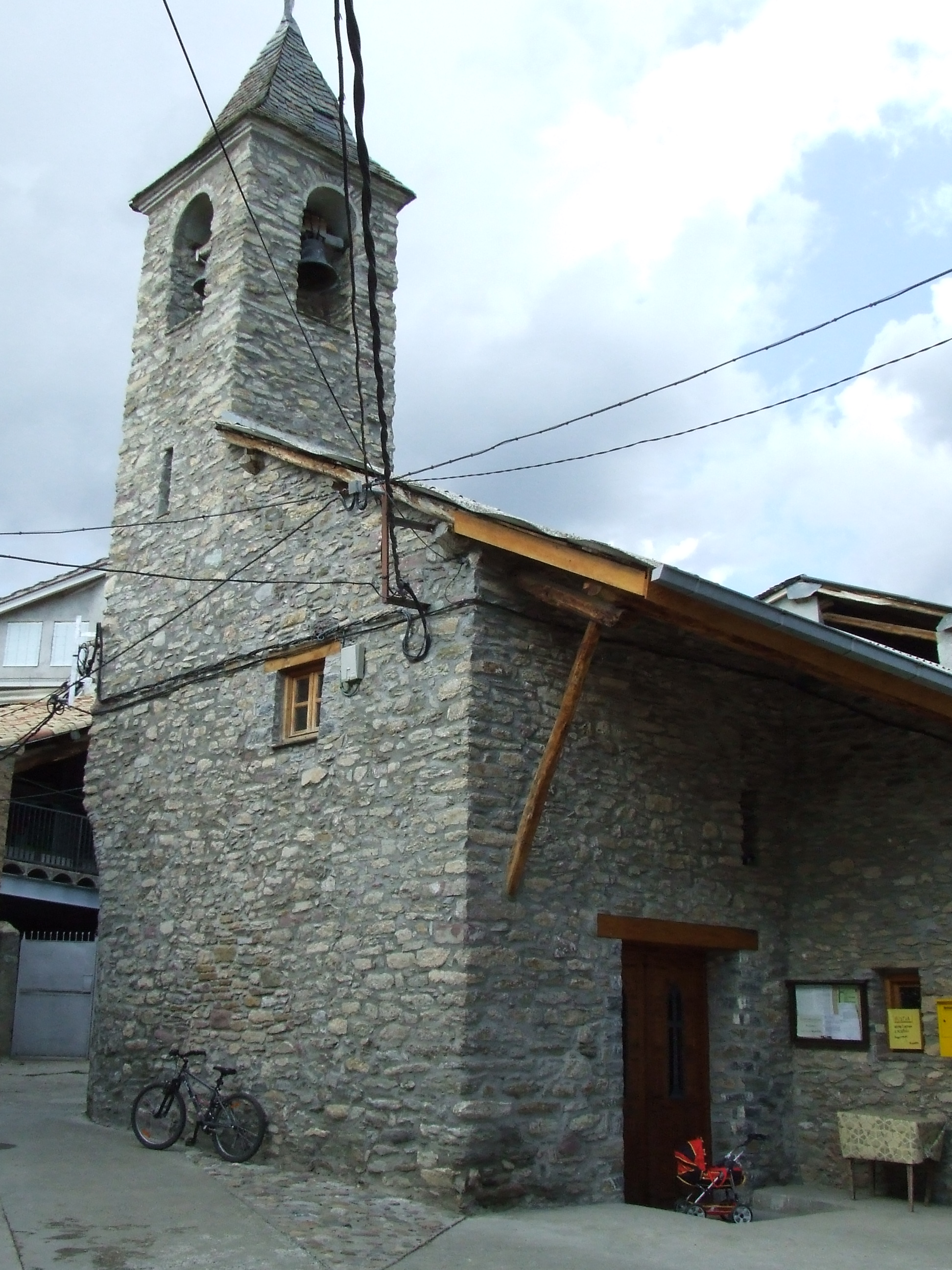
Iglesia de San Miguel de Pobellá.

Pobellà es un pueblo de la Vall Fosca en el Pirineo de Lérida. Pertenece al municipio de la Torre de Cabdella. Situado bajo una inmenso bosque de pinos, el pueblo se estructura a partir de la plaza ante la iglesia de San Miquel, a 1.233 m.
Es el punto de partida de las rutas de: Serrat Roi, lugar con unas buenas panorámicas del valle, y la Ermita de San Quiri, situada al límite del término, a 1.833 m.

## Como llegar
Desde Barcelona hay que seguir la autovía A2, en dirección Lérida y tomar la salida de Agramunt. Desde allí se sigue hacia Tremp pasando por Artesa de Segre, Benavent de la Conca, Biscarri, y Vilamitjana. Desde Tremp debemos dirigirnos a la Puebla de Segur (C-13). La N-260 conduce  a Senterada. Tras atravesar un puente a mano derecha, la carretera (L-503) conduce directamente a la Vall Fosca. Tenemos que llegar hasta la salida de Molinos de donde parte la carretera de cuatro kilómetros hasta Pobellá.

## Entorno
La Vall Fosca, situada al norte de la comarca del Pallars Jussá, es un escenario sugerente en el cual conviven armónicamente el agua, la montaña, la más variada vegetación y diferentes especies de animales. El pueblo más alto del valle es Capdella que se encuentra a 1420 metros de altitud y que cierra el conjunto de núcleos rurales que conforman la Vall Fosca: la Pobleta de Bellveí, Estavill, Envall, Antist, Castell-estaó, Beranui, Plana de Mont-ros, Astell, Oveix, Aguiró, Paüls, Pobellà, Mont-ros, Molinos, la Torre de Cabdella, Aiguabella, Espuy y la Central de Capdella.

## Ermitas
Destacan las ermitas de San Marc y San Quiri. También había tenido una antigua capilla románica dedicada a San Lleïr. 

## Fiesta mayor
Actualmente, la fiesta mayor, se celebra por San Juan. El sábado, durante todo el día, se hacen actividades para los más pequeños y al atardecer el baile. El domingo, se organiza una romería en la ermita de San Quiri. Todo el pueblo acude a la celebración de la Santa Misa a dicha ermita. A continuación se bendice el término. Por San Miquel, patrón de la población se hace otra fiesta en la plaza del pueblo, delante de la iglesia,donde se celebra una comida comunitaria.

## Historia de la fiesta mayor
En Pobellà, San Miquel tiene la iglesia dedicada en su honor, pero lo más destacado de la fiesta, que se ha celebrado a lo largo de los tiempos, y de la cual quedan aún recuerdos ha sido la tradicional «carrera de la oveja». 
La gran fiesta de San Miquel tenía más trascendencia que la puramente religiosa, pese a que era esta la que más fervor y devoción generaba. El día de la fiesta por la mañana tenía lugar la misa solemne y, al salir, se repartían entre los asistentes trocitos de torta bendita, y que además era adornada con alguna flor. Aquellos que no podían acudir a la misa porque estaban enfermos, se les llevaba un trozo de la torta a casa, puesto que había la creencia que preservaba de males. 
El «fer cambra» era que toda la gente del pueblo aportaba algo: harina, huevos, azúcar, aceite, anís, etc.,y de este modo y entre todo el pueblo, se podían hacer muchas tortas. También había unas botas de vino, y así, entre vino y tortas, y durante un par de días, todo era fiesta, comida, beber y bailar. El acordeón que amenizaba el baile de la Fiesta Mayor, era esperado cada año. La gente que venía de fuera a la Fiesta Mayor se repartía por las casas a cenar. 
El segundo día de la Fiesta Mayor tenía lugar una celebración que nos han manifestado que era única: la juventud cogía una oveja joven, la pintaban con algunos colores (hasta la adornaban con alguna cinta), y le colgaban un cencerro al cuello. 
La juventud iniciaban su persecución entre gritos y gran algarabía. La oveja corría, y todo el "rebaño" de perseguidores detrás. Casi siempre dejaban que llegara al pueblo cercano de Mont-ros, dónde la cogían. No solían hacerlo por el camino, puesto que se hubiera acabado antes la fiesta y no hubiera tenido el aliciente de llegar al pueblo vecino dónde ya los esperaban, quien cogía la oveja se la cargaba al cuello en señal de trofeo. El animal era sacrificado y comido en una comida colectiva. 
Esta tradición, que duró hasta los años 1960-1970, hoy ya no se hace. Como tampoco ya no se hace otra de las tradiciones que más esperaba el pueblo, el baile plano, y que era esperado por todos los habitantes con ilusión. Los bailadores se distribuían por parejas, y se situaban encarados, formando dos hileras. Marcaban un sencillo puntaje, picando primero de punta y tras talón, alternando con ambos pies. Punteando hacían unas pasos atrás y acto seguido adelante. Cuando la tonada de la música llegaba al último compás la pareja se cogía por las dos manos, y hacían una graciosa media vuelta mientras cambiaban de pareja, y así cada uno de los bailarines de la pareja que habían bailado se encontraba encarados con el bailador vecino del sexo contrario. En este momento se volvía a empezar el baile pero con nueva pareja.